# 德米特里·肖斯塔科维奇作品列表
德米特里·肖斯塔科维奇之作品通常自以作品号编次，偶尔其人亦将其他作曲家的作品列入编次中。此行为自其早期所作之升F小调谐谑曲开始，之后终生不辍。虽如此，其人少年时代的大部分作品、艺术成熟期未完成之作（诸如歌剧《奥兰古》及《赌徒》） 及大量谱成作品皆未有编号。肖氏有时亦实有如下情形：将某作品编号后又将其它作品赋予同一编号，或于一谱毕作品的编号上举棋不定。1930年代其编集自身作品时出现错编，因而使编次问题更加难解。由此造成其为电影《马克辛的青年时代》及《三个女人》（俄语：Подруги）所作配乐共享同一作品号的情形。

## 按作品号及年代分类
| 作品号/Op.     | 标题                                                                     | 使用乐器/人声                                        | 年份                       | 备注 |
| -------------- | ------------------------------------------------------------------------ | ---------------------------------------------------- | -------------------------- | --- |
|                | 《自由赞歌》                                                             | 钢琴                                                 | 1915年－1916年             | 同《战士》。 |
|                | 《战士（自由颂）》                                                       | 钢琴                                                 | 1915年－1917年             | 同《自由赞歌》。 |
|                | 纪念革命中牺牲英雄的葬礼进行曲                                           | 钢琴                                                 | 1919年                     | |
| 1              | 升F小调谐谑曲                                                            | 管弦乐团                                             | 1919年（或1920年⁠－1921年） | 改写作独奏钢琴曲，列为Op. 1a。 |
|                | 《吉卜赛人》，基于普希金作品改编的歌剧                                   | 管弦乐团                                             | 1919年－1920年             | 部分损毁。 |
|                | 《在森林中》，三部曲                                                     | 钢琴                                                 | 1919年－1920年             | |
|                | 2首玛祖卡                                                                | 钢琴                                                 | 1919年－1920年             | |
|                | 波尔卡                                                                   | 钢琴                                                 | 1919年－1920年             | |
|                | 小步舞曲、前奏曲及间奏曲                                                 | 钢琴                                                 | 1919年－1920年             | 不完整。 |
| 2              | 8首前奏曲                                                                | 钢琴                                                 | 1919年－1920年             | 8首中有3首散佚。 |
|                | 《穆尔济尔卡》                                                           | 钢琴                                                 | 1920年（或1944年－1952年） | |
|                | B小调钢琴奏鸣曲                                                          | 钢琴                                                 | 1920年－⁠1921年             | 部分散佚。其慢乐章改写入C小调第1号钢琴三重奏中。Scherzo in F♯ 小调 orchestration of third movement. |
|                | 5首前奏曲                                                                | 钢琴                                                 | 1920年－1921年             | |
| 3              | 降B大调主题与变奏曲                                                      | 管弦乐团                                             | 1921年－1922年             | 改写作独奏钢琴曲，列为Op. 3a。 |
| 4              | 《两首克雷洛夫寓言》                                                     | 次女高音、女声合唱团及室内乐团                       | 1922年                     | 为次女高音及钢琴作有改写版，列为Op. 4a。 |
| 5              | 3首美妙的舞曲                                                            | 钢琴                                                 | 1922年                     | 肖斯塔科维奇为作课堂练习而将其第1首舞曲作管弦配器（未出版）。 |
| 6              | 升F小调组曲                                                              | 两架钢琴                                             | 1922年                     | |
| 7              | 降E大调谐谑曲                                                            | 管弦乐团                                             | 1923年－1924年             | 改写作独奏钢琴曲，列为Op. 7a。 |
| 8              | C小调钢琴三重奏                                                          | 钢琴、小提琴及大提琴                                 | 1923年                     | |
| 9              | 3个片段                                                                  | 大提琴及钢琴                                         | 1923年－1924年             | 散佚。 |
| 10             | F小调第1号交响曲                                                         | 管弦乐团                                             | 1924年－1925年             | |
| 11             | 2个片段                                                                  | 弦乐八重奏                                           | 1924年－1925年             | |
| 12             | 第1号钢琴奏鸣曲                                                          | 钢琴                                                 | 1926年                     | |
| 13             | 《格言》，十个片段                                                       | 钢琴                                                 | 1927年                     | |
| 14             | B大调第2号交响曲“致十月”                                                 | 管弦乐团及合唱团                                     | 1927年                     | 肖斯塔科维奇对合唱谱有为声乐及钢琴而作的缩编版 |
| 15             | 《鼻子》，基于果戈里作品改编的三幕歌剧                                   | 管弦乐团                                             | 1927年－1928年             | 肖斯塔科维奇为男高音、男中音及管弦乐团从此作中编集出一套组曲，列为Op. 15a。 肖斯塔科维奇对此作伴奏有为钢琴而作的缩编版。 |
| 16             | 《狐步》                                                                 | 管弦乐团                                             | 1928年                     | |
| 17             | 斯卡拉蒂的2个片段                                                        | 管乐团                                               | 1928年                     | |
| 18             | 默片《新巴比伦》配乐                                                     | 小乐团                                               | 1928年－1929年             | |
| 19             | 马雅可夫斯基喜剧《臭虫》配乐                                             | 管弦乐团                                             | 1928年－1929年             | 肖斯塔科维奇为管弦乐团从此作中编集出一套组曲，列为Op. 19a。 肖斯塔科维奇为钢琴改编此作配乐，列为Op. 19b。 |
| 20             | 降E大调第3号交响曲“五一”                                                 | 带合唱团的管弦乐团                                   | 1929年                     | 肖斯塔科维奇对曲谱有为独奏钢琴而作的缩编版，包括最后合唱之声乐谱，列为Op. 20a。 |
| 21             | 《根据日本诗人的诗歌而作的六首浪漫曲》                                   | 男高音及管弦乐团                                     | 1928年－1932年             | 为男高音及钢琴作有改编版，列为Op. 21a。 |
| 22             | 《黄金时代》，三幕芭蕾舞剧                                               | 管弦乐团                                             | 1929年－1930年             | 肖斯塔科维奇为管弦乐团从此作中编集出一套组曲，列为Op. 22a。 肖斯塔科维奇为独奏钢琴从Op. 22a之组曲中抽出其波尔卡部分，列为Op. 22b。 作曲家其后对上述片段作有为钢琴四手联弹而作的改编版，列为Op. 22c。                                  |
| 23             | 埃尔温·德雷塞尔歌剧《哥伦布》的2个片段                                   | 管弦乐团                                             | 1929年                     | |
| 24             | 别济缅斯基话剧《射击》配乐                                               | 管弦乐团                                             | 1929年                     | |
| 25             | 戈尔边科及利沃夫话剧《处女地》配乐                                       | 管弦乐团                                             | 1930年                     | 散佚。 |
| 26             | 电影《孤独》配乐                                                         | 管弦乐团                                             | 1930年－1931年             | 肖斯塔科维奇为管弦乐团从配乐中编集出一套组曲，列为Op. 26a。 |
| 27             | 《螺丝钉》，三幕芭蕾舞剧                                                 | 管弦乐团                                             | 1930年－1931年             | 肖斯塔科维奇为管弦乐团从音乐中编集出一套组曲，列为Op. 27a。 |
| 28             | 皮奥特罗夫斯基话剧《统治吧，不列颠尼亚！》配乐                           | 管弦乐团                                             | 1931年                     | |
|                | 2个片段                                                                  | 弦乐四重奏                                           | 1931年                     | 此作第1乐章为歌剧《姆岑斯克郡的麦克白夫人》中卡捷琳娜之咏叹调“小马驹追着小母马跑”的改编；第2乐章为舞剧《黄金年代》中之波尔卡的改编。                                                                                                  |
|                | 《The Green Company》序曲                                                | 管弦乐团                                             | 1931年                     | 或非肖斯塔科维奇作品。 |
|                | 《奥兰古岛》序曲，未完成的歌剧                                           | 管弦乐团                                             | 1932年                     | 未完成。部分音乐材料为舞剧《螺丝钉》及歌剧《大闪电》中重复利用而来。 |
| 29             | 《姆岑斯克郡的麦克白夫人》，基于列斯科夫作品改编的四幕歌剧               | 管弦乐团                                             | 1930年－1932年             | 肖斯塔科维奇从此作中编集出一套管弦乐插曲组曲，列为Op. 29a。 肖斯塔科维奇对此作中之帕萨卡利亚舞曲形式的插曲有为独奏管风琴而作的改编。 此作为《真理报》1936年1月刊上刊载之严厉批判文章《混乱代替了音乐》的起因。                        |
|                | 对伊戈尔·斯特拉文斯基《诗篇交响曲》的缩编                                | 混声合唱团及钢琴四手联弹                             | 1930年－1935年             | 于1962年斯特拉文斯基访问苏联时，肖斯塔科维奇将此缩编谱赠予前者。 |
|                | 《从卡尔·马克思到我们的今天》，交响诗                                    | 独唱歌手、合唱团及管弦乐团                           | 1932年                     | 不完整。 |
|                | 《大闪电》，未完成的喜歌剧                                               | 管弦乐团,合唱团及声乐独唱                            | 1932年                     | |
| 30             | 电影《金山》配乐                                                         | 管弦乐团                                             | 1931年                     | 肖斯塔科维奇为管弦乐团从配乐中编集出一套组曲，列为Op. 30a。此组曲中还包含一首于电影终剪版中被删去的额外分曲“赋格：广板-快板”， 是为一首管风琴协奏曲。                                                                                 |
| 31             | 沃耶沃金及里斯说唱-马戏短剧《假死》配乐                                  | 管弦乐团                                             | 1931年                     | 管弦乐谱及歌词本皆散佚，英国人杰拉德·麦克伯尼据存世钢琴草稿重构之，列为Op. 31a。 作曲家为钢琴从配乐中摘出4段改编，列为Op. 31b。 |
| 32             | 威廉·莎士比亚话剧《哈姆雷特》配乐                                        | 管弦乐团                                             | 1931年－1932年             | 为小乐团从配乐中编集出的组曲列为Op. 32a。 |
| 33（原文如此） | 即兴曲（Экспромт）                                                               | 中提琴及钢琴                                         | 1931年                     | 此曲之乐谱于2017年在莫斯科国立档案馆内瓦季姆·博里索夫斯基所属之文档中发现。手稿标明日期为1931年5月2日，带有标题《即兴曲 Op. 33》。 |
| 33             | 电影《迎展计划》配乐                                                     | 管弦乐团                                             | 1932年                     | “唱那迎面而来的火车”（Song about the Oncoming Train）及“我的心疼痛着，悲啼着”两曲改编为声乐及钢琴版本，列为Op. 33a。 “相逢之歌（青年工人之歌）”（英語：We meet this Morning (The Song of the Young Workers)）一曲改编为声乐及钢琴版本，列为Op. 33b。                                                                   |
| 34             | 24首前奏曲                                                               | 钢琴                                                 | 1932年－1933年             | |
| 35             | 第1号钢琴协奏曲                                                          | 钢琴、独奏小号及弦乐组                               | 1933年                     | 肖斯塔科维奇对此曲有为双钢琴而作的缩编版，列为Op. 35a。 |
| 36             | 动画电影《牧师和他的工人巴尔达的故事》配乐                               | 室内乐团,合唱团及声乐独唱                            | 1933年－1934年             | 未完成，部分散佚。肖斯塔科维奇从配乐中编集出一套组曲，列为Op. 36a。 索菲亚·亨托娃及瓦季姆·比别尔甘各对原谱之补全作有编集。 |
| 37             | 基于巴尔扎克作品改编的话剧《人间喜剧》配乐                               | 小乐团                                               | 1933年－1934年             | 此配乐中之“加沃特舞曲”后于《洋娃娃之舞》中改编为独奏钢琴版。 |
| 38             | 电影《爱与憎》配乐                                                       | 管弦乐团                                             | 1934年                     | |
| 38a            | 《第1号爵士乐团组曲》                                                    | 室内乐团                                             | 1934年                     | |
|                | 交响乐乐章                                                               | 管弦乐团                                             | 1934年                     | 肖斯塔科维奇第4号交响曲早期版本之不完全的草稿。 |
| 39             | 《清澈的小溪》，三幕芭蕾舞剧                                             | 管弦乐团                                             | 1934年－1935年             | 为管弦乐团从音乐中编集出的组曲列为Op. 39a。 剧中为大提琴及钢琴而作的中板列为Op. 39b。 |
| 40             | 为大提琴和钢琴而作的协奏曲                                               | 大提琴及钢琴                                         | 1934年                     | 为大提琴及钢琴而作的中板列为Op. 40a。 |
| 41             | 电影《马克辛的青年时代》配乐                                             | 管弦乐团                                             | 1934年－1935年             | |
| 41a            | 电影《三个女人》配乐                                                     | 小乐团                                               | 1934年－1935年             | |
| 42             | 5个片段                                                                  | 小乐团                                               | 1935年                     | |
| 43             | C小调第4号交响曲                                                         | 管弦乐团                                             | 1935年－1936年             | 为双钢琴针对此曲作的改编版列为Op. 43a。 |
| 44             | 亚历山大·阿菲诺格诺夫话剧《你好，西班牙》配乐                            | 管弦乐团及合唱团                                     | 1935年－1936年             | |
| 45             | 电影《马克辛的归来》配乐                                                 | 管弦乐团                                             | 1936年－1937年             | |
| 46             | 《根据普希金诗句而作的四首浪漫曲》                                       | 男低音及钢琴                                         | 1936年－1937年             | 为男低音及管弦乐团而作的管弦配器版（删去最后一首歌曲）列为Op. 46a。 |
| 47             | D小调第5号交响曲                                                         | 管弦乐团                                             | 1937年                     | 为独奏钢琴针对第2乐章而作的改编版列为Op. 47b。 |
| 48             | 电影《沃洛恰耶夫的日子》配乐                                             | 管弦乐团                                             | 1936年－1937年             | |
|                | 《十二把椅子》，轻歌剧                                                   | 管弦乐团                                             | 1937年－1938年             | 不完整。 |
| 49             | C大调第1号弦乐四重奏                                                     | 弦乐四重奏                                           | 1938年                     | |
| 50             | 电影《革命摇篮维堡区》配乐                                               | 管弦乐团                                             | 1938年                     | |
| 51             | 电影《朋友》                                                             | 管弦乐团                                             | 1938年                     | 为无伴奏合唱团对配乐作的声乐改编版列为Op. 51a。 |
| 52             | 电影《伟大的公民（上）》配乐                                             | 管弦乐团                                             | 1938年                     | |
| 53             | 电影《带枪的人》配乐                                                     | 管弦乐团                                             | 1938年                     | |
|                | 《第2号爵士乐团组曲》                                                    | 爵士乐团                                             | 1938年                     | 常与《为混编乐队而作的组曲》相混淆。 |
| 54             | B小调第6号交响曲                                                         | 管弦乐团                                             | 1939年                     | |
| 55             | 电影《伟大的公民（下）》配乐                                             | 管弦乐团                                             | 1939年                     | |
| 56             | 动画电影《愚蠢的小老鼠》配乐                                             | 管弦乐团                                             | 1939年                     | |
|                | 《芬兰主题组曲》                                                         | 独唱歌手、合唱团、室内乐团、钢琴                     | 1939年                     | |
| 57             | G小调钢琴五重奏                                                          | 钢琴五重奏                                           | 1940年                     | |
| 58             | 莫杰斯特·穆索尔斯基歌剧《鲍里斯·戈杜诺夫》的配器改编                     | 管弦乐团                                             | 1939年－1940年             | |
|                | 3个片段                                                                  | 独奏小提琴                                           | 1940年                     | 或已散佚。原予作品号Op. 59。 |
| 59             | 电影《科尔津金娜的奇遇》配乐                                             | 管弦乐团                                             | 1940年                     | 编集出一套组曲，列为Op. 59a。 |
|                | 《卡秋莎·玛斯洛娃》，基于托尔斯泰小说《复活》改编的歌剧                  | 管弦乐团                                             | 1940年                     | 未完成。 |
| 58a            | 威廉·莎士比亚话剧《李尔王》配乐                                          | 管弦乐团                                             | 1940年                     | |
| 60             | C大调第7号交响曲“列宁格勒”                                               | 管弦乐团                                             | 1941年                     | |
| 61             | B小调第2号钢琴奏鸣曲                                                     | 钢琴                                                 | 1943年                     | |
|                | “对人民委员的誓言”                                                       | 男低音,合唱团及钢琴                                  | 1941年                     | |
|                | “近卫军某师之歌‘无畏的军团在行动’”，行军歌曲                             | 男低音及混声合唱团，带有为巴扬琴或钢琴而作的简单伴奏 | 1941年                     | |
|                | 升F小调波尔卡                                                            | 竖琴二重奏                                           | 1941年                     | |
|                | 《赌徒》，基于果戈里作品改编的未完成歌剧                                 | 管弦乐团                                             | 1941年－1942年             | 中提琴奏鸣曲中大量引用此歌剧中之某些部分。原予作品号Op. 61。 |
| 62             | 《根据英国诗人诗句而作的六首浪漫曲》                                     | 男低音及钢琴                                         | 1942年                     | 肖斯塔科维奇为大管弦乐团及男低音而作之改编版列为Op. 62a，为室内乐团及男低音而作之改编版列为Op. 140。 |
| 63             | 歌舞剧《祖国》配乐，《列宁格勒故乡》                                     | 管弦乐团                                             | 1942年                     | |
|                | 对古斯塔夫·马勒作品《第10号交响曲》之第2乐章的缩编                       | 钢琴四手联弹                                         | 1942年－1949年             | 不完整。其作曲或在美国人杰克·狄瑟尔（Jack Diether）接近肖斯塔科维奇欲请肖氏补全马勒第10号交响曲之后。 |
|                | “庄严进行曲”                                                             | 军乐队                                               | 1942年                     | |
|                | 爱国歌曲，基于多尔马托夫斯基作品改编                                     | 声乐                                                 | 1943年                     | |
|                | “有关红军的歌曲”，基于戈洛德尼作品改编                                   | 声乐                                                 | 1943年                     | |
|                | 《俄罗斯民歌》                                                           | 合唱团                                               | 1943年                     | |
|                | 《三首俄罗斯民歌》                                                       | 两名独唱歌手、合唱团、钢琴伴奏                       | 1943年                     | |
| 64             | 电影《卓娅》配乐                                                         | 管弦乐团                                             | 1944年                     | |
| 65             | C小调第8号交响曲                                                         | 管弦乐团                                             | 1943年                     | |
| 66             | 奇观大戏《俄罗斯之河》配乐                                               | 独唱歌手、合唱团及管弦乐团                           | 1944年                     | |
| 67             | E小调第2号钢琴三重奏                                                     | 钢琴、小提琴、大提琴                                 | 1944年                     | 题献与伊万·I·索列尔京斯基（Иван И. Соллертинский，1902年－1944年）以纪念之。 |
| 68             | A大调第2号弦乐四重奏                                                     | 弦乐四重奏                                           | 1944年                     | |
| 69             | 《儿童练习本》，6首分曲                                                  | 钢琴                                                 | 1944年－1945年             | |
|                | 交响曲片段（第9号交响曲之第一版）                                        | 管弦乐团                                             | 1945年1月                  | 不完整。 |
|                | 小提琴奏鸣曲                                                             | 小提琴及钢琴                                         | 1945年                     | 第1乐章双呈示部以下之部分遗为空白。 |
| 70             | 降E大调第9号交响曲                                                       | 管弦乐团                                             | 1945年                     | 为钢琴四手联弹而作的缩编版列为Op. 70a。 |
| 71             | 电影《平民》配乐                                                         | 管弦乐团（？）                                       | 1945年                     | |
| 72             | 奇观大戏《胜利之春》的两首歌曲，基于斯韦特洛夫作品改编                   | 声乐及管弦乐团                                       | 1945年                     | 为钢琴而作的改编版列为Op. 72a。 |
| 73             | F大调第3号弦乐四重奏                                                     | 弦乐四重奏                                           | 1946年                     | |
| 74             | 《祖国诗篇》，康塔塔                                                     | 次女高音、男高音、两名男中音、合唱团及管弦乐团       | 1947年                     | |
|                | 对阿尔蒂尔·奥涅格作品《礼拜式交响曲》的缩编                              | 两架钢琴                                             | 1947年                     | 肖斯塔科维奇于1947年布拉格之春音乐会上听到奥涅格是部交响曲后创作此缩编。 |
| 75             | 电影《青年近卫军》配乐                                                   | 管弦乐团                                             | 1947年－1948年             | |
| 76             | 电影《皮罗戈夫》配乐                                                     | 管弦乐团                                             | 1947年                     | |
|                | 3个片段                                                                  | 管弦乐团                                             | 1947年－1948年             | 未出版。 |
| 77             | A小调第1号小提琴协奏曲                                                   | 小提琴及管弦乐团                                     | 1947年－1948年             | |
| 78             | 电影《米丘林》电影                                                       | 管弦乐团                                             | 1948年                     | |
| 79             | 《犹太民间诗歌选》，声乐套曲                                             | 女高音、女低音、男高音及钢琴                         | 1948年                     | 管弦配器改编版列为Op. 79a。 |
| 80             | 电影《会师易北河》配乐                                                   | 声乐及钢琴                                           | 1948年                     | |
|                | 《反形式主义者小天堂》（Антиформалистический раёк）（又称《西洋镜》）                             | 四声部重唱，合唱团及钢琴                             | 1948年                     | |
| 81             | 《森林之歌》，基于多尔马托夫斯基作品改编的清唱剧。                       | 男高音、男低音（Bassoli）、混声与童声合唱团及管弦乐团       | 1949年                     | |
| 82             | 电影《攻克柏林》配乐                                                     | 管弦乐团                                             | 1949年                     | |
| 83             | D大调第4号弦乐四重奏                                                     | 弦乐四重奏                                           | 1949年                     | |
|                | 欢乐的进行曲                                                             | 两架钢琴                                             | 1949年                     | |
| 84             | 《根据莱蒙托夫诗句而作的两首浪漫曲》                                     | 男声声乐及钢琴                                       | 1950年                     | |
| 85             | 电影《别林斯基》                                                         | 管弦乐团及合唱团                                     | 1950年                     | |
| 86             | 《为多尔马托夫斯基所写歌词而作的四首歌曲》                               | 声乐及钢琴                                           | 1951年                     | |
| 87             | 24首前奏曲与赋格                                                         | 钢琴                                                 | 1950年－1951年             | |
| 88             | 《革命诗人作词的十首歌曲》                                               | 合唱团及童声合唱团，无伴奏                           | 1951年                     | |
| 89             | 电影《难忘的1919》组曲                                                   | 管弦乐团                                             | （1951年）                 | |
|                | 《祖国她听见》                                                           | 合唱团及男高音独唱，带无词合唱团伴唱                 | 1951年                     | |
|                | 《十首俄罗斯民歌改编》                                                   | 独唱歌手、混声合唱团及钢琴                           | 1951年                     | |
| 90             | 《太阳照耀在我们祖国上空》，基于多尔马托夫斯基作品改编的康塔塔           | 混声与童声合唱团及管弦乐团                           | 1952年                     | |
| 91             | 《根据普希金诗句而作的四首独唱歌曲》                                     | 男低音及钢琴                                         | 1952年                     | |
| 92             | 降B大调第5号弦乐四重奏                                                   | 弦乐四重奏                                           | 1952年                     | |
|                | 《洋娃娃之舞》                                                           | 钢琴                                                 | 1952年                     | |
|                | 希腊歌曲                                                                 | 声乐及钢琴                                           | 1952年－1953年             | |
| 93             | E小调第10号交响曲                                                        | 管弦乐团                                             | 1953年                     | |
| 94             | A小调小协奏曲                                                            | 两架钢琴                                             | 1953年                     | |
| 95             | 纪录电影《大河之歌》配乐                                                 | 管弦乐团                                             | 1954年                     | |
| 96             | A大调《节日序曲》                                                        | 管弦乐团                                             | 1954年                     | |
|                | “劳动之诗”，取自《团结》                                                 | 混声合唱团及管弦乐团                                 | 1954年                     | |
|                | 2首歌曲，取自《团结》（“团结之歌”及“安宁的劳动”）                        | 声乐及钢琴                                           | 1954年                     | |
|                | 华尔兹，取自《团结》                                                     | 管弦乐团                                             | 1954年                     | |
|                | 威廉·莎士比亚话剧《哈姆雷特》配乐                                        | 管弦乐团                                             | 1954年                     | 1932年版配乐中之吉格舞曲及终曲加入此版配乐中。 |
|                | 《五步舞》，希腊歌曲                                                     | 声乐及钢琴                                           | 1954年                     | |
|                | 《十月的黎明》                                                           | 独唱歌手及合唱团                                     | 1954年                     | |
|                | 塔兰泰拉舞曲                                                             | 两架钢琴                                             | 1954年                     | |
| 97             | 基于伏尼契小说改编的电影《牛虻》配乐                                     | 管弦乐团                                             | 1955年                     | 编集入《牛虻组曲》，列为Op. 97a。 |
| 98             | 根据多尔马托夫斯基诗句而作的5首浪漫曲                                    | 男低音及钢琴                                         | 1954年                     | |
| 99             | 电影《第一梯队》配乐                                                     | 管弦乐团                                             | 1955年－1956年             | |
| 100            | 西班牙歌曲                                                               | （次）女高音及钢琴                                   | 1956年                     | |
| 101            | G大调第6号弦乐四重奏                                                     | 弦乐四重奏                                           | 1956年                     | |
|                | 为混编乐队而作的组曲                                                     | 混编乐队                                             | 1956年后                   | |
| 102            | F大调第2号钢琴协奏曲                                                     | 管弦乐团                                             | 1957年                     | |
| 103            | G小调第11号交响曲“1905年”                                                | 管弦乐团                                             | 1957年                     | |
| 104            | 《耕作：两首俄罗斯民歌改编》                                             | 无伴奏合唱团                                         | 1957年                     | |
|                | 米哈伊尔·格林卡主题的11首变奏曲                                          | 钢琴                                                 | 1957年                     | 此作基于歌剧《为沙皇献身》（Жизнь за царя），作曲家与埃乌根·卡普、维沙翁·舍巴林、安德烈·埃什派、罗季翁·谢德林、格奥尔基·斯维里多夫、尤里·列维京及德米特里·卡巴列夫斯基等人协作以纪念格林卡逝世一百周年。肖氏在此组曲中贡献者为第8、第9及第11变奏。 |
| 105            | 《莫斯科，稠李区》三幕轻歌剧                                             | 管弦乐团                                             | 1958年                     | |
| 106            | 莫杰斯特·穆索尔斯基歌剧《霍宛斯基党人之乱》的重新配器                    | 管弦乐团                                             | 1959年                     | |
| 107            | 降E大调第1号大提琴协奏曲                                                 | 大提琴及管弦乐团                                     | 1959年                     | |
| 108            | 升F小调第7号弦乐四重奏                                                   | 弦乐四重奏                                           | 1960年                     | |
| 109            | 《讽刺作品（过去的图像）》，根据乔尔内诗句而作的5首浪漫曲                | 女高音及钢琴                                         | 1960年                     | |
| 110            | C小调第号弦乐四重奏                                                      | 弦乐四重奏                                           | 1960年                     | |
| 111            | 电影《五天五夜》配乐                                                     | 管弦乐团                                             | 1960年                     | |
|                | 《诺沃罗西斯克钟声，永恒之光荣的长明火》                                 | 管弦乐团                                             | 1960年                     | 肖斯塔科维奇基于在1943年举办之苏联新国歌征集比赛中其所提交的作品改编。 |
|                | 四重奏乐章                                                               | 弦乐四重奏                                           | 1961年                     | 第9号弦乐四重奏早期版本第1乐章的草稿，完整曲谱或已为作曲家所销毁。 |
| 112            | D小调第12号交响曲“1917年”                                                | 管弦乐团                                             | 1961年                     | |
| 113            | 降B小调第13号交响曲“娘子谷”                                              | 男低音、男低音合唱团及管弦乐团                       | 1962年                     | |
| 114            | 《卡捷琳娜·伊兹迈洛娃》，基于列斯科夫作品改编的四幕歌剧                  | 管弦乐团                                             | 1956年－1963年             | 为Op. 32的改编版。 |
| 115            | 《俄罗斯及吉尔吉斯民歌主题序曲》                                         | 管弦乐团                                             | 1963年                     | |
| 116            | 电影《哈姆雷特》配乐                                                     | 管弦乐团                                             | 1963年－1964年             | |
| 117            | 降E大调第9号弦乐四重奏                                                   | 弦乐四重奏                                           | 1964年                     | |
| 118            | 降A大调第10号弦乐四重奏                                                  | 弦乐四重奏                                           | 1964年                     | |
| 119            | 《斯捷潘·拉辛的死刑》，基于叶夫根尼·叶夫图申科作品改编的康塔塔           | 男低音、混声合唱团及管弦乐团                         | 1964年                     | |
| 120            | 电影《一年如一生》配乐                                                   | 管弦乐团                                             | 1965年                     | |
| 121            | 以《鳄鱼》杂志所刊诗歌为词的5首浪漫曲                                    | 男低音及钢琴                                         | 1965年                     | |
| 122            | F小调第11号弦乐四重奏                                                    | 弦乐四重奏                                           | 1966年                     | |
| 123            | 《我作品全集的前言以及对这篇前言的简单思考》                             | 男低音及钢琴                                         | 1966年                     | |
| 124            | 基于达维坚科作品改编的2首合唱曲                                          | 合唱团及管弦乐团                                     | 1962年                     | |
| 125            | 对罗伯特·舒曼作品《A小调大提琴协奏曲》之管弦乐团伴奏的重编               | 大提琴及管弦乐团                                     | 1963年                     | |
| 126            | G小调第2号大提琴协奏曲                                                   | 大提琴及管弦乐团                                     | 1966年                     | |
| 127            | 《根据亚历山大·勃洛克诗歌而作的七首浪漫曲》                              | 女高音、小提琴、大提琴及钢琴                         | 1967年                     | |
| 128            | 根据普希金诗句而作的浪漫曲“春天啊，春天”                                 | 男低音及钢琴                                         | 1967年                     | |
| 129            | 升C小调第2号小提琴协奏曲                                                 | 小提琴及管弦乐团                                     | 1967年                     | |
| 130            | 《葬礼交响前奏曲》                                                       | 管弦乐团                                             | 1967年                     | |
| 131            | 《十月》C小调交响诗                                                      | 管弦乐团                                             | 1967年                     | |
| 132            | 电影《索菲娅·佩罗夫斯卡娅》配乐                                          | 管弦乐团                                             | 1967年                     | |
| 133            | 降D大调第12号弦乐四重奏                                                  | 弦乐四重奏                                           | 1968年                     | |
| 134            | 为小提琴和钢琴而作的奏鸣曲                                               | 小提琴及钢琴                                         | 1968年                     | |
| 135            | 第14号交响曲                                                             | 女高音、男低音、弦乐队及打击乐                       | 1969年                     | |
| 136            | 《忠诚》，基于多尔马托夫斯基作品改编的8首叙事曲                          | 男声合唱团                                           | 1970年                     | |
| 137            | 电影《李尔王》配乐                                                       | 管弦乐团                                             | 1970年                     | |
| 138            | 降B小调第13号弦乐四重奏                                                  | 弦乐四重奏                                           | 1970年                     | |
| 139            | 《苏维埃警察进行曲》                                                     | 军乐队/管乐团                                        | 1970年                     | |
| 140            | 《根据英国诗人诗句而作的六首浪漫曲》                                     | 男低音及室内乐团                                     | 1971年                     | |
|                | 《叶拉布加的钉子》（Елабужский Гбоздь）                                                   | 声乐及钢琴                                           | 1971年                     | 未发表，基于叶夫图申科诗作改编。 |
| 141            | A大调第15号交响曲                                                        | 管弦乐团                                             | 1971年                     | |
| 142            | 升F大调第14号弦乐四重奏                                                  | 弦乐四重奏                                           | 1972年－1973年             | |
| 143            | 《玛琳娜·茨维塔耶娃的六首诗歌》                                          | 女低音及钢琴                                         | 1973年                     | 为管弦配器而作的改编版列为Op. 143a。 |
| 144            | 降E小调第15号弦乐四重奏                                                  | 弦乐四重奏                                           | 1974年                     | |
| 145            | 根据米开朗基罗·博纳罗蒂诗句而作的组曲                                    | 男低音及钢琴                                         | 1974年                     | 为管弦配器而作的改编版列为Op. 145a。 |
| 146            | 《列比亚德金上尉的四首诗歌》，基于陀思妥耶夫斯基小说《群魔》中之文句改编 | 男低音及钢琴                                         | 1975年                     | |
| 147            | 为中提琴和钢琴而作的奏鸣曲                                               | 中提琴及钢琴                                         | 1975年                     | 肖斯塔科维奇最后一部完整的作曲作品。 |
|                | 第16号交响曲                                                             | 管弦乐团                                             | 1975年                     | 或为推测。苏维埃周刊于1976年4月报道肖斯塔科维奇最后之作品业已上演。然此前于Op. 145之排练过程中，肖氏有考虑将此作作为其第16号交响曲。                                                                                                  |

## 按体裁分类

### 交响曲
- Op. 10：F小调第1号交响曲（1923年－1925年）
- Op. 14：B大调第2号交响曲“致十月”，为混声合唱团及管弦乐团而作（1927年）
- Op. 20：降E大调第3号交响曲“五一”，为混声合唱团及管弦乐团而作（1929年）
- Op. 43：C小调第4号交响曲（1935年－1936年）
- Op. 47：D小调第5号交响曲（1937年）；发表有副标题“一个苏维埃艺术家对公正批判实事求是的创造性回应”
- Op. 54：B小调第6号交响曲（1939年）
- Op. 60：C大调第7号交响曲“列宁格勒”（1941年）
- Op. 65：C小调第8号交响曲（1943年）
- Op. 70：降E大调第9号交响曲（1945年）
- Op. 93：E小调第10号交响曲（1953年）
- Op. 103：G小调第11号交响曲“1905年”（1957年）
- Op. 112：D小调第12号交响曲“1917年”（1961年）
- Op. 113：降B小调第13号交响曲“娘子谷”，为男低音独唱、低音合唱团及管弦乐团而作（1962年）
- Op. 135：第14号交响曲，为女高音、男低音、弦乐队及打击乐器而作（1969年）
- Op. 141：A大调第15号交响曲（1971年）

### 协奏曲
- Op. 35：C小调第1号钢琴协奏曲（1933年）；亦见知为为钢琴、小号及弦乐队而作的C小调协奏曲
- Op. 77：A小调第1号小提琴协奏曲（1947年－1948年）；初版时作品号为Op. 99[9]
- Op. 102：F大调第2号钢琴协奏曲（1957年）
- Op. 107：降E大调第1号大提琴协奏曲（1959年）
- Op. 126：G大调第2号大提琴协奏曲（1966）
- Op. 129：升C小调第2号小提琴协奏曲（1967年）

### 组曲
- Op. 15a：《鼻子》组曲，为男高音、男中音及管弦乐团而作（1927年－1928年）
- Op. 22a：《黄金时代》组曲，为管弦乐团而作（1929年－1930年）
- Op. 27a：《螺丝钉》组曲，为管弦乐团而作（1931年）
- Op. 30a：《金山》组曲，为管弦乐团而作（1931年）
- Op. 32a：《哈姆雷特》组曲，为小乐团而作（1932年）
- Op. 36a：《牧师和他的工人巴尔达的故事》组曲（1935年）
- 第1号爵士乐团组曲（1934年）
- Op. 39a：《清澈的小溪》组曲，为管弦乐团而作（1934年－1935年）
- Op. 50a：《马克辛三部曲》组曲，为管弦乐团及合唱团而作（1938年）
- 第2号爵士乐团组曲（1938年）；有三个乐章
- Op. 64a：《卓娅》组曲，为合唱团及管弦乐团而作（1944年）
- Op. 75a：《青年近卫军》组曲（1951年）
- Op. 76a：《皮罗戈夫》组曲，为管弦乐团而作（1947年）
- Op. 78a：《米丘林》组曲，为合唱团及管弦乐团而作（1964年）
- Op. 80a：《会师易北河》组曲，为人声及管弦乐团而作（1948年）
- 第1号芭蕾组曲，为管弦乐团而作（1949年）；由列翁·阿托夫米扬（Левон Атовмян）改编
- 第2号芭蕾组曲，为管弦乐团而作（1951年）；由列翁·阿托夫米扬改编
- 第3号芭蕾组曲，为管弦乐团而作（1953年）；由列翁·阿托夫米扬改编
- 第4号芭蕾组曲，为管弦乐团而作（1953年）；由列翁·阿托夫米扬改编
- Op. 85a：《别林斯基》组曲，为合唱团及管弦乐团而作（1960年）；由列翁·阿托夫米扬改编
- Op. 89a：《难忘的1919》组曲，为管弦乐团而作（1953年）；由列翁·阿托夫米扬改编
- Op. 97a：《牛虻》组曲，为管弦乐团而作（1955年）；由列翁·阿托夫米扬改编
- Op. 99a：《第一梯队》组曲，为合唱团及管弦乐团而作（1956年）
- 多元化乐队组曲（1956年后）；有八个乐章
- Op. 111a：《五天五夜》组曲，为管弦乐团而作（1961年）
- Op. 114a：歌剧《卡捷琳娜·伊兹迈洛娃》的五个片段之组曲，为管弦乐团而作（1963年）
- Op. 116a：《哈姆雷特》组曲，为管弦乐团而作（1964年）；由列翁·阿托夫米扬改编
- Op. 120a：《一年如一生》组曲，为管弦乐团而作（1965年）

### 其他交响性作品
- Op. 1：F小调谐谑曲，为管弦乐团而作（1919年）
- Op. 3：降B小调主题与变奏曲，为管弦乐团而作（1921年－1922年）
- Op. 7：降E大调谐谑曲，为管弦乐团而作（1923年－1924年）
- Op. 23：德雷塞尔歌剧《哥伦布》（德語：Der arme Columbus）序曲及终曲，为管弦乐团而作（1929年）
- The Green Company, overture for orchestra (1931)
- Op. 42：5个片段，为小乐团而作（1935年）
- 庄严进行曲，为军乐队/管乐队而作（1942年）
- 3个片段，为管弦乐团而作（1947年－1948年）
- Op. 96：A大调节日序曲，为管弦乐团而作（1947年）
- Op. 111b：诺沃罗西斯克钟声，永恒之光荣的长明火，为管弦乐团而作（1960年）
- Op. 115：俄罗斯与吉尔吉斯民歌主题序曲，为管弦乐团而作（1963年）
- Op. 130：葬礼交响前奏曲，为管弦乐团而作（1967年）
- Op. 131：十月，为管弦乐团而作的C小调交响诗（1967年）
- Op. 139：苏维埃警察进行曲，为军乐队/管乐队而作（1970年）

### 弦乐四重奏
- 弦乐四重奏的2个片段（1931年）；改编自《姆岑斯克郡的麦克白夫人》及《黄金时代》
- Op. 49：C大调第1号弦乐四重奏（1938年）
- Op. 68：A大调第2号弦乐四重奏（1944年）
- Op. 73：F大调第3号弦乐四重奏（1946年）
- Op. 83：D大调第4号弦乐四重奏（1949年）
- Op. 92：降B大调第5号弦乐四重奏（1952年）
- Op. 101：G大调第6号弦乐四重奏（1956年）
- Op. 108：升F小调第7号弦乐四重奏（1960年）
- Op. 110：C小调第8号弦乐四重奏（1960年）
- 降E小调弦乐四重奏片段（约1960年）；为第9号弦乐四重奏一个早期版本的遗存片段
- Op. 117：降E大调第9号弦乐四重奏（1964年）
- Op. 118：降A大调第10号弦乐四重奏（1964年）
- Op. 122：F小调第11号弦乐四重奏（1966年）
- Op. 133：降D大调第12号弦乐四重奏（1968年）
- Op. 138：降B小调第13号弦乐四重奏（1970年）
- Op. 142：升F大调第14号弦乐四重奏（1872年－1973年）
- Op. 144：降E小调第15号弦乐四重奏（1974年）

### 其他室内乐/器乐作品
- Op. 8：C小调第1号钢琴三重奏（1923年）
- Op. 9：8个片段，为大提琴及钢琴而作（1923年－1924年）；已佚，或有第4个片段，可能已为作曲家所销毁
- Op. 11：2个片段，为弦乐八重奏而作（1924年－1925年）
- Op. 33（原文如此），即兴曲，为中提琴及钢琴而作（1931年）[6]
- Op. 40：D小调大提琴奏鸣曲（1934年）
  - Op. 40a：中板，为大提琴及钢琴而作（1934年）
- Op. 57：G小调钢琴五重奏（1940年）
- Op. 58i：升F小调波尔卡，为两架竖琴而作（1941年）
- Op. 67：E小调第2号钢琴三重奏（1944年）
- Op. 134：小提琴奏鸣曲（1968年）
- Op. 147：中提琴奏鸣曲（1975年）

### 钢琴曲
- Op. 2：8首前奏曲（1919年－1920年）
- 小步舞曲、前奏曲及间奏曲（1919年－1920年）
- 穆尔济尔卡（Мурзилка）（1920年）
- 5首前奏曲（1920年－1921年）
- Op. 5：3首美妙的舞曲（1922年）
- Op. 6：为两架钢琴而作的升F小调组曲（1922年）
- Op. 12：第1号奏鸣曲（1926年）
- Op. 13：格言（1927年）
- Op. 34：24首前奏曲（1932年－1933年）
- Op. 61：B小调第2号奏鸣曲（1943年）
- Op. 69：儿童练习本（1944年－1945年）
- 为两架钢琴而作的愉快进行曲（1949年）
- Op. 87：24首前奏曲与赋格（1950年－1951年）
- 洋娃娃之舞（1952年）
- Op. 94：为两架钢琴而作的A小调小协奏曲（1953年）
- 为两架钢琴而作的塔兰泰拉舞曲（1954年）
- 格林卡主题11首变奏曲中第8、第9及第11变奏（1957年）

### 歌剧
- 吉普赛人，基于普希金作品改编（1919年－1920年）；部分损毁
- Op. 15：鼻子，三幕讽刺歌剧（带有尾声），基于果戈里作品改编（1927年－1928年）；同时亦为管弦乐组曲（参看作品15a号）
- Op. 29：姆岑斯克郡的麦克白夫人，四幕歌剧，基于列斯科夫作品改编（1930年－1934年）；后改编为《卡捷琳娜·伊兹迈洛娃》（参看作品114号），同时亦为管弦乐组曲（参看作品29a号）
- 大闪电，喜歌剧（1932年－1933年）；未完成
- 奥兰古，三幕讽刺歌剧（带有序曲）（1932年）；未完成
- 十二把椅子，轻歌剧（1939年）；仅为未完成的草稿
- 卡秋莎·玛斯洛娃，歌剧，基于托尔斯泰小说《复活》改编（1940年－1941年）；仅为未完成的草稿
- 赌徒，歌剧，基于果戈里作品改编（1941年－1942年）；未完成，1978年由克尔齐什托夫· 梅耶补齐成二幕歌剧
- Op. 105：莫斯科，稠李区，三幕轻歌剧（1957年－1958年）；亦有电影版本（参看作品105a号）
- Op. 114：卡捷琳娜·伊兹迈洛娃，四幕歌剧，基于列斯科夫作品改编（1956年－1963年）；为《姆岑斯克郡的麦克白夫人》之改编版（参看作品29号），亦有五首间奏曲组成之组曲（参看作品114a号）及电影版本

### 芭蕾舞剧
- Op. 22：黄金时代，三幕舞剧（1929年－1930年）
- Op. 27：螺丝钉，三幕舞剧（1930年－1931年）
- Op. 39：清澈的小溪（亦译为“明亮的小溪”），三幕舞剧，（1934年－1935年）；部分沿用作品27号的音乐
- 小姐和流氓，独幕七场舞剧（1962年）；由列翁·阿托夫米杨集合并编排作品27号、39号、40号、50a号、95号及97号中之曲谱而成
- 空想家，四幕舞剧（1975年）；由作曲家本人及谢尔盖·萨波日尼科夫集合作品22号及27号中之曲谱而成

### 电影配乐
- Op. 18：默片《新巴比伦》配乐，为小乐团而作（1929年）
- Op. 26：电影《孤独》（Одна）配乐（1930年－1931年）
- Op. 30：电影《金山》配乐（1931年）
- Op. 33：电影《迎展计划》（Встречный）配乐（1932年）
- Op. 36：动画电影《牧师和他的工人巴尔达的故事》配乐，为室内乐团而作（1933年－1934年）
- Op. 38：电影《爱与憎》（俄語：Любовь и ненависть）配乐（1934年）
- Op. 41：电影《三个女人》配乐（1934年－1935年）
- Op. 41a：电影《马克辛的青年时代》配乐（1934年－1935年）
- Op. 45：电影《马克辛的归来》配乐（1936年－1937年）
- Op. 48：电影《沃洛恰耶夫的日子》配乐（1936年－1937年）
- Op. 50：电影《革命摇篮维堡区》（Выборгская сторона）配乐（1938年）
- Op. 51：电影《朋友》配乐（1938年）
- Op. 52：电影《伟大的公民》配乐（1938年）
- Op. 53：电影《带枪的人》（Человек с ружьём）配乐（1938年）
- Op. 55：电影《伟大的公民（下）》配乐（1939年）
- Op. 56：动画电影《愚蠢的小老鼠》配乐（1939年）
- Op. 59：电影《科尔津金娜的奇遇》配乐（1940年）
- Op. 64：电影《卓娅》配乐（1944年）
- Op. 71：电影《平民》配乐（1945年）
- Op. 75：电影《青年近卫军》配乐（1947年－1948年）
- Op. 76：电影《皮罗戈夫》配乐（1947年）
- Op. 78：电影《米丘林》配乐（1948年）
- Op. 80：电影《会师易北河》配乐，为人声及钢琴而作（1948年）
- Op. 82：电影《攻克柏林》配乐（1949年）
- Op. 85：电影《别林斯基》配乐，为管弦乐团及合唱团而作（1950年）
- Op. 89：电影《难忘的1919》配乐（1951年）
- Op. 95：纪录片《大河之歌》（Песня велигих рек）配乐（1954年）
- Op. 97：电影《牛虻》配乐（1955年）
- Op. 99：电影《第一梯队》配乐（1955年－1956年）
- Op. 105a：电影《莫斯科，稠李区》配乐（1962年）
- Op. 111：电影《五天五夜》配乐（1960）
- Op. 114b：电影《卡捷琳娜·伊兹迈洛娃》配乐（1966年）
- Op. 116：基于莎士比亚作品改编的电影《哈姆雷特》配乐，为管弦乐团而作（1963年－1964年）
- Op. 120：电影《一年如一生》配乐，为管弦乐团而作（1965年）
- Op. 132：电影《索菲娅·佩罗夫斯卡娅》配乐（1967年）
- Op. 137：基于莎士比亚作品改编的电影《李尔王》配乐（1970年）

### 戏剧配乐
- Op. 19：马雅可夫斯基喜剧《臭虫》配乐（1929年）
- Op. 24：别济缅斯基话剧《射击》配乐（1929年）
- Op. 25：戈尔边科及利沃夫话剧《处女地》配乐（1930年）
- Op. 28：皮奥特罗夫斯基话剧《统治吧，不列颠尼亚！》配乐（1931年）
- Op. 31：沃耶沃金及里斯说唱-马戏短剧《假死》配乐（1931年）
- Op. 32：莎士比亚话剧《哈姆雷特》配乐（1931年－1932年）
- Op. 37：基于巴尔扎克作品改编的话剧《人间喜剧》配乐，为小乐团而作（1933年－1934年）
- Op. 44：阿菲诺格诺夫话剧《你好，西班牙》配乐（1936年）
- Op. 58a：莎士比亚话剧《李尔王》配乐（1940年）
- Op. 63：奇观大戏（spectacle）《祖国》配乐，组曲《列宁格勒故乡》（1942年）
- Op. 66：奇观大戏《俄罗斯之河》配乐，为独唱歌手、合唱团及管弦乐团而作（1944年）
- Op. 72：奇观大戏《胜利之春》中2首歌曲，为人声及合唱团而作，由斯韦特洛夫作词（1945年）

### 合唱作品
- 对人民委员的誓言，合唱及钢琴曲（1941年）
- 近卫军某师之歌“无畏的军团在行动”，为男低音及混声合唱团而作的行军曲，带巴扬琴或钢琴的简单伴奏（1941年）
- 俄罗斯民歌，为合唱团而作（1943年）
- 三首俄罗斯民歌，为两名独唱歌手及合唱团而作，带钢琴伴奏（1943年）
- Op. 74：祖国诗篇，为次女高音、男高音、两名男中音、合唱团及管弦乐团而作的康塔塔（1947年）
- 西洋镜（Раёк），为四声部重唱、合唱团及钢琴而作（1948年）
- Op. 81：森林之歌，为男高音、独唱男低音、混声与童声合唱团及管弦乐团而作的清唱剧，基于多尔马托夫斯基作品改编（1949年）
- Op. 86a：祖国她听见，为合唱团及独唱男高音而作，带无歌词合唱团伴唱（1951年）
- Op. 88：革命诗人作词的十首歌曲，为合唱团及童声合唱团而作，无乐器伴奏（1951年）
- Op. 90：太阳照耀在我们祖国上空，为混声与童声合唱团及管弦乐团而作，基于多尔马托夫斯基作品改编（1952年）
- Op. 104：耕作：两首俄罗斯民歌改编，为合唱团而作，无乐器伴奏（1951年）
- Op. 119：斯捷潘·拉辛的死刑，为男低音、混声合唱团及管弦乐团而作的康塔塔，基于叶夫图申科作品改编（1964年）
- Op. 124：2首合唱曲，为合唱团及管弦乐团而作，基于达维坚科作品改编（1962年）
- Op. 136：忠诚，为无伴奏男声合唱团而作，基于多尔马托夫斯基作品改编的8首叙事曲（1970年）

### 声乐作品
- Op. 4：两首克雷洛夫寓言，为次女高音、女声合唱团及室内乐团而作（1922年）
- Op. 21：日本诗人作词的六首浪漫曲，为男高音及管弦乐团而作（1928年－1932年）
- 从卡尔·马克思到我们的今天，为独唱歌手、合唱团及管弦乐团而作的交响诗（1932年）
- Op. 46：根据普希金诗句而作的四首浪漫曲，为男低音及钢琴而作（1936年－1937年）
- 芬兰民歌的7首改编，为独唱歌手（女高音及男高音）及室内乐团而作（1939年）
- Op. 62：根据英国诗人诗句而作的6首浪漫曲，为男低音及钢琴而作（1942年）
- 爱国歌曲，为声乐而作，基于多尔马托夫斯基作品改编（1943年）
- “有关红军的歌”，基于戈洛德尼作品改编（1943年）
- Op. 79：犹太民间诗歌选，为女高音、女低音、男高音及钢琴而作的声乐套曲（1948年）
  - Op. 79a：犹太民间诗歌选，为女高音、女低音、男高音及管弦乐团而作的声乐套曲（1948年）
- Op. 80b：《会师易北河》3首歌曲，为声乐及钢琴而作（1956年）
- Op. 84：根据莱蒙托夫诗句而作的两首浪漫曲，为男声声乐及钢琴而作（1950年）
- Op. 86：多尔马托夫斯基作词的四首歌曲，为声乐及钢琴而作（1951年）
- Op. 91：根据普希金诗句而作的四首独唱歌曲，为男低音及钢琴而作（1952年）
- 希腊歌曲，为声乐及钢琴而作（1952年－1953年）
- 五步舞（Пендозалис），为声乐及钢琴而作的希腊歌曲（1954年）
- 十月的黎明，为独唱歌手及合唱团而作的歌曲（1954年）
- Op. 98：根据多尔马托夫斯基诗句而作的5首浪漫曲，为男低音及钢琴而作（1954年）
  - Op. 98a：约会日，基于多尔马托夫斯基作品改编的歌曲，为声乐及钢琴而作（1954年）
- Op. 100：西班牙歌曲，为（次）女高音及钢琴而作（1956年）
- Op. 109：讽刺作品（过去的图像），根据萨沙·乔尔内诗句而作的5首浪漫曲，为女高音及钢琴而作（1960年）；1980年由B·季什琴科为歌唱及管弦乐队改编
- Op. 121：以《鳄鱼》杂志所刊诗歌为词的5首浪漫曲，为男低音及钢琴而作（1965年）
- Op. 123：“我作品全集的前言以及对这篇前言的简单思考”，为男低音及钢琴而作（1966年）
- Op. 127：根据亚历山大·勃洛克诗歌而作的七首浪漫曲，为女高音、小提琴、大提琴及钢琴而作（1967年）
- Op. 128：“春天啊，春天”，根据普希金诗句而作的浪漫曲，为男低音及钢琴而作（1967年）
- Op. 140：根据英国诗人诗句而作的六首浪漫曲，为男低音及室内乐团而作（1971年）
- Op. 143：玛琳娜·茨维塔耶娃的六首诗歌，为女低音及钢琴而作的组曲（1973年）
  - Op. 143a：玛琳娜·茨维塔耶娃的六首诗歌，为女低音及管弦乐团而作的组曲（1973年）
- Op. 145：根据米开朗基罗·博纳罗蒂诗句而作的组曲，为男低音及钢琴而作（1974年）
  - Op. 145a：根据米开朗基罗·博纳罗蒂诗句而作的组曲，为男低音及管弦乐团而作（1974年）
- Op. 146：列比亚德金上尉的四首诗歌，为男低音及钢琴而作，由陀思妥耶夫斯基作词（1975年）

### 对其他作曲家作品的配器改编
- 对里姆斯基-科萨科夫作品《我曾在洞穴中等待》为女高音及管弦乐团而作的配器（1921年）
- Op. 16：狐步，为管弦乐团而作的配器（1928年）
- Op. 17：田园曲与随想曲，对多梅尼科·斯卡拉蒂作品的两个片段为管乐队而作的配器（1928年）
- 对皮埃尔·狄盖特作品《国际歌》的配器（1937年）
- Op. 58：对莫杰斯特·穆索尔斯基歌剧《鲍里斯·戈杜诺夫》的配器（1939年－1940年）
- 对小约翰·施特劳斯作品《维也纳气质》的配器（1940年）
- 对小约翰·施特劳斯作品《观光列车》的配器（1940年）
- 对《27首浪漫曲与歌曲改编》的配器（1941年）
- 对《8首英国与美国民歌》为声乐及管弦乐团的配器（1943年）
- 对文尼亚明·弗莱施曼作品《罗斯柴尔德的小提琴》的配器（1944年）
- Op. 106：对莫杰斯特·穆索尔斯基歌剧《霍宛斯基党人之乱》的重新配器（1959年）
- 对莫杰斯特·穆索尔斯基声乐作品《死之歌舞》为声乐及管弦乐团而作的配器（1962年）
- Op. 125：对罗伯特·舒曼作品《A小调大提琴协奏曲》的重新配器（1963年）
- 对鲍里斯·季什琴科作品《第1号大提琴协奏曲》的重新配器（1969年）
- 对路德维希·范·贝多芬作品《跳蚤之歌》（采用歌德《浮士德》中梅菲斯特的歌词）的配器（1975年）

### 对其他作曲家音乐的改编
- 对伊戈尔·斯特拉文斯基作品《诗篇交响曲》作混声合唱团及钢琴四手联弹的缩编（约1930年代早期）
- 对阿尔蒂尔·奥涅格作品《礼拜式交响曲》作双钢琴的缩编（1947年）
- 对古斯塔夫·马勒作品《第10号交响曲》第二乐章作钢琴四手联弹的缩编（约1940年代中期）；仅有片段

### 文内引注
1. ↑  Digonskaja, Ol'ga. Fairclough, Pauline , 编. . Cambridge: Cambridge University Press. 2010: 71–72. ISBN 978-0521111188.
2. 1 2 3 4 5 6 7 8 9 10 11 12 13 14   (PDF). Sikorski. 2014  [2021-03-05]. （原始内容存档 (PDF)于2020-08-02）.
3. 1 2  Digonskaja, Ol'ga. Fairclough, Pauline , 编. . Cambridge: Cambridge University Press. 2010: 53–73. ISBN 978-0521111188.
4. ↑  Digonskaja, Ol'ga. Fairclough, Pauline , 编. . Cambridge: Cambridge University Press. 2010: 67. ISBN 978-0521111188.
5. 1 2 3  . The Strad. 26 September 2017  [4 October 2017]. （原始内容存档于2020-12-01）.
6. ↑  . WorldCat.   [2021-03-05].
7. ↑  Fay, Laurel. . Oxford: Oxford University Press. 1999: 209. ISBN 978-0195182514.
8. ↑  Kennedy, Michael; Percy Scholes.  3rd. London: Oxford University Press. 1980: 593. ISBN 0-19-311315-5.